# Daan Sloos
Daan Sloos is een Nederlands voormalig politicus. Hij was tussen 1994 en 2018 raadslid in de gemeente Leiden.
In de jaren 90 ondersteunde hij de kraakbeweging die in conflict was geraakt met de gemeente over de voorgenomen afbraak van het Parmentiercomplex aan de Lammermarkt. Ook was hij initiatiefnemer van de Club van Boze Buurtverenigingen.
Sloos zat van 1994 tot 1998 voor de SP in de raad. Hij ging na een conflict verder als onafhankelijk raadslid. In 2000 richtte hij de partij Leefbaar Leiden op. Sloos was viermaal lijsttrekker voor Leefbaar Leiden, die onder zijn aanvoering afwisselend drie, twee of één zetels behaalde. In 2014 was er onenigheid tussen Sloos en de andere fractieleden, waarna die uit de partij stapten en onder een eigen naam verder gingen als raadsleden.
Eind 2017 besloot Sloos wegens gezondheidsklachten en een gebrek aan geschikte kandidaten te stoppen als raadslid. Het betekende tevens het einde van Leefbaar Leiden. Begin 2018 meldde Sloos zich weer bij de SP aan als lid.
Vanwege zijn lange politieke carrière werd Sloos benoemd tot lid van de Orde van Oranje-Nassau.
Sloos stond bekend als populist en opportunist. Hij sympathiseerde afwisselend met de SP, Pim Fortuyn, de PVV, 50PLUS en GroenLinks. Gedurende zijn 16 jaar lange raadslidmaatschap voor Leefbaar Leiden diende hij nooit een motie in.